# Tsutomu Takahata
Tsutomu Takahata (født 16. juni 1968) er en tidligere japansk fodboldspiller og træner.
Han har spillet for flere forskellige klubber i sin karriere, herunder Fujitsu.
Han har tidligere trænet Kawasaki Frontale.